# Горунака
Горунака е село в Западна България. То се намира в Община Етрополе, Софийска област. Името на местността призхожда от големите насаждения широколистни дървета – Горун. На практика тази местност разделя гр. Етрополе и гр. Правец по планински район.

## География
Село Горунака се намира в планински район.